# Brenock O'Connor
Brenock Grant O'Connor (Worthing (West Sussex), 9 april 2000) is een Engels acteur. Hij speelde in diverse films en series, waaronder Holby City, Game of Thrones en Alex Rider.

## Filmografie

### Film
- 2015: Young Hunters: The Beast of Bevendean, als Sam Aldrington
- 2017: Another Mother's Son, als Rex Forster
- 2018: The Bromley Boys, als David Roberts
- 2023: Double Blind, als Paul
- 2025: The Spin, als Dermot

### Televisie
- 2012: Holby City, als Angus Peters
- 2013: Chickens, als Dribbler
- 2014-2016: Game of Thrones, als Olly
- 2015-2016: Dickensian, als Peter Cratchit
- 2016: Casualty, als Peter Barnes
- 2017-2019: Living the Dream, als Freddie Pemberton
- 2018-2022: The Split, als Sasha
- 2019-2022: Derry Girls, als Jon
- 2020-2024: Alex Rider, als Tom Harris
- 2024: Last to Brake, als Chas
- 2024: Secret Level, als Amos (stemrol)

## Theater
- 2012-2013: Oliver!, als Artful Dodger
- 2017: Plastic, als Vincent
- 2019-2020: Sing Street, als Conor Lawlor